# Teleradio-Moldova
Teleradio-Moldova (TRM; deutsch Moldauischer Rundfunk) ist die staatliche Rundfunkanstalt der Republik Moldau.

## Geschichte
Die erste Radioübertragung in Moldau fand am 1. November 1928 statt und wurde von der Societatea Română de Radiodifuziune aus Bukarest durchgeführt. Am 30. Oktober 1930 fand in Tiraspol die erste Radioübertragung eines eigenständigen moldauischen Senders statt, das damalige Sendegebiet befand sich zwischen Pruth und Dnister. Mit dem Bau einer Radiostation im Jahr 1936 wurde das Empfangsgebiet um weite Teile Bessarabiens erweitert. Ein Jahr später wurde in Chișinău die erste Rundfunkstation eröffnet, die Ausstrahlung von Testprogrammen begann im Juni 1939.
Offiziell wurde der Sender am 8. Oktober 1939 gegründet, damals noch unter dem Namen Radio Basarabia und als zweites Programm der Societatea Română de Radiodifuziune. Die erste Übertragung war ein Gottesdienst aus der Kathedrale der Geburt des Herrn.
Seit dem 1. Januar 1993 ist Teleradio-Moldova Mitglied der Europäischen Rundfunkunion (EBU). 2005 debütierte man beim Eurovision Song Contest, 2010 beim Junior Eurovision Song Contest.

## Angebot

### Radio
- Radio Moldova – Vollprogramm mit Schwerpunkt auf Information
- Radio Moldova Tineret: Vollprogramm mit Fokus auf ein junges Publikum
- Radio Moldova Muzical: Klassische Musik

### Fernsehen
- Moldova 1: Hauptsender
- Moldova 2: Fokus auf Sportübertragungen, sowie Wiederholungen des Programms von Moldova 1

### Ehemalige Angebote
- TV Moldova Internațional – International empfangbare Version des Senders, aufgrund finanzieller Schwierigkeiten im Januar 2013 eingestellt.

### Senderlogos

Radio Moldova
Radio Moldova Muzical
Radio Moldova Tineret
Moldova 1
Moldova 2
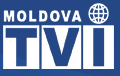
TV Moldova Internațional